# 宁海县
宁海县是浙江省宁波市管辖的一个县，位于浙江省东部沿海，象山港和三门湾之间，天台山和四明山交汇之处。北邻奉化区，东接象山县，南交台州市三门县，西靠绍兴市新昌县、台州市天台县。2023年末，土地总面积1,861.20平方公里，其中陆域面积为1,731.82平方公里，占93.4%；海涂面积为129.38平方公里，占6.95%。陆域面积中，水域面积为155.98平方公里，水域率为9.01%。县人民政府驻跃龙街道县前街18号。
通常认为，宁海县建县于西晋太康元年（280年），至清末历属临海郡、海州（台州）、台州路、台州府。民国初属会稽道，其后归属屡次变动，徘徊于宁波专区和台州专区之间，直至1958年末宁海和象山合并期间划归宁波专区，后隶属于宁波市至今。建县1700余年来，出现了方孝孺、王锡桐、柔石、潘天寿等名人。
工业是全县经济的主体，有模具、文具、汽车零部件、灯具、五金机械、电子电器等特色优势产业，以及金融服务、软件和信息服务、现代物流、生产中介服务等四大生产性服务业。拥有国华发电、得力集团、东方日升等宁波市百强企业。另外，旅游业也是全县产业的重要组成部分。宁海县是《徐霞客游记》开篇地，并以此举办了多届徐霞客开游节，且成功推动5月19日（徐霞出游之日）成为中国旅游日。境内前童古镇、伍山石窟、宁海森林温泉等4A级旅游景区，其中前童古镇还被评为国家级历史文化名镇。

## 县名
通常认为，宁海建县于西晋太康元年（280年），关于县名的由来，相传有将军率兵沿海南下，一路上波涛汹涌，至三门湾一带却风平浪静，遂名此地曰宁海。明万历《郡县释名·浙江编》：“邑以濒海，名宁海者犹宁波之谓。”《重修浙江通志稿》则指名稱取“海疆安宁之意”。
除了正式的县名，宁海别名众多。南宋县令李知微《县学新泉记》：“宁川，海邦也。”县人王艺《后梁宣帝祠碑》：“余宦游宁川，宁川地广，山连括苍，水通闽中，得无名山大川，神灵圣迹者乎？”元朝县丞黄溍有诗《初到宁海》云：“桃源名更美，何处有神仙？”清末《宁海县歌》：“丹邱白峤古名区，西接天台东尾闾；一带文明回浦水，千秋灵气出名儒。”其中的白峤、丹邱、桃源、宁川、回浦等都是宁海的别名。另外，宁海还有别名缑城，关于它的来源，则众说纷纭，尚无定论。

## 历史沿革
春秋时期，今宁海县境为越國地。战国中后期，越国被楚国击溃，县境为楚国地。秦始皇统一六国后，施行郡县制，县境北部属会稽郡鄞县，南部则属閩中郡。西汉始元二年（前85），会稽郡下设回浦县，县境分属鄞县、回浦两县。东汉建武初年，回浦县更名为章安县。汉朝覆灭后，县境入孙吴版图。太元二年（252），析章安县置临海县，县境分属鄞县、临海两县。太平二年（257），分会稽郡置臨海郡，临海县属之，县境分属两郡。
西晋太康元年（280年），西晋灭吴，县境入西晋版图。析鄞县800户和临海县北部200户，合并设立宁海县，治所白峤，属临海郡。隋开皇九年（589年），废除宁海县，并入临海县，相继属处州、扩州和永嘉郡。唐武德四年（621年），于临海县置海州。复置宁海县，治所海游（今三门县海游街道），属海州。武德五年（622年），海州改为台州。武德七年（624年），又废，并入章安县。武周永昌元年（689年），复置宁海县，治所广度里（今跃龙街道），属台州。神龙二年（706年），县东大片区域归属至新建的象山县。天宝元年（742年），台州改为临海郡。乾元元年（759年），临海郡复为台州。五代时，属于吴越国。北宋太平兴国三年（978年），入宋版图。元至元十四年（1277年），台州改为台州路。明清两代，均属台州府。
民国初，废除府建制，直属于浙江省。三年（1914年），以清时宁绍台道政区置会稽道，设道尹行政公署，驻鄞县。宁海属之。十六年（1927年），废除道建制，又直属于浙江省。二十一年（1932年）10月，浙江省启用行政督察区（下简称为“区”）建制，设专员公署。第七区专署驻鄞县，宁海属之。二十三年（1933年），第七区改为第五区。二十四年（1935年），宁海改属第七区（专署驻临海）。二十七年（1938年），第五区改为第六区，宁海改属之。二十九年（1940年）7月，南部海游等17个乡镇划入新建的三门县。三十二年（1941年）4月20日，日军攻占宁波，区专署最终迁驻宁海。三十四年（1945年）9月15日，宁波收复，区专署迁回鄞县。三十六年至三十七年（1947年至1948年），全省陆续简并为6个区。宁海属第五区（专署驻临海）。三十七年（1948年），第五区改为第六区。
中华人民共和国建立后，隶属于台州专区。1952年10月，改属宁波专区。1957年9月，又隶属于台州专区。1958年10月，撤销宁海县，并入象山县，政府驻地先为原宁海县之沥洋，后移至原宁海县之城关，属台州专区。1959年1月，台州专区撤销，象山县划至宁波专区。1959年12月，西垫、深甽两个公社划入奉化县。1961年10月，复建宁海县，象山县回治原境，皆属宁波专区。1961年12月，西垫公社、深甽公社回属宁海县。1970年，宁波专区改为宁波地区。1983年5月，沙柳公社改属三门县。1983年7月，宁波地市合并，实行市管县体制，宁海县归属宁波市。2021年末，全县辖4个街道、11个镇和3个乡，32个社区居委会和337个行政村。

## 行政与区划

### 主要领导
| 机构     | · 中国共产党 · 宁海县委员会 · 书记 | 宁海县人民代表大会 常务委员会 主任 | 宁海县人民政府 代县长 | · 中国人民政治协商会议 · 宁海县委员会 · 主席 |
| -------- | ---------------------------------- | ---------------------------------- | --------------------- | -------------------------------------------- |
| 姓名     | 林坚                               | 徐真民                             | 腾安达                | 尤玲娟                                       |
| 民族     | 汉族                               | 汉族                               | 汉族                  | 汉族                                         |
| 籍贯     | 浙江省宁波市                       | 浙江省宁海县                       | 浙江省宁波市          | 浙江省宁海县                                 |
| 出生日期 | 1969年4月（56歲）                  | 1969年1月（56歲）                  | 1975年7月（49歲）     | 1961年8月（63歲）                            |
| 就任日期 | 2019年5月                          | 2016年3月                          | 2019年10月            | 2017年3月                                    |

### 区划
1992年5月至6月，开展撤区扩镇并乡工作。撤销长街、力洋、一市、岔路、黄坛、深甽、桥头胡等7个区公所，将22个乡并入临近的11个镇，6个乡合并组建了两个新镇，4个乡合并组建了两个新乡，还有两个乡保持不变。
2001年2月，撤销梅林镇和桥头胡镇，并入城关镇。两年后，2003年10月，旋即撤销城关镇，分设跃龙、桃源、梅林、桥头胡四个街道。2004年8月，撤销明港镇，以胡陈港水库为界，以西并入力洋镇，以东并入长街镇。撤销双峰乡，并入黄坛镇。2024年11月，撤销茶院乡，设立茶院镇。全县辖4个街道、12个镇和2个乡。它们是：跃龙街道、桃源街道、梅林街道、桥头胡街道；长街镇、力洋镇、一市镇、岔路镇、前童镇、桑洲镇、黄坛镇、大佳何镇、强蛟镇、西店镇、深甽镇、茶院镇；胡陈乡、越溪乡。其中西店镇作为卫星城市试点，被赋予部分县级经济社会管理权限。
| 宁海县行政区划图 | 宁海县行政区划图 | 宁海县行政区划图 | 宁海县行政区划图      | 宁海县行政区划图  | 宁海县行政区划图 | 宁海县行政区划图 | 宁海县行政区划图 | 宁海县行政区划图 |
| --- | ---------------- | ---------------- | --------------------- | ----------------- | ---------------- | ---------------- | ---------------- | ---------------- |
| 跃龙街道 桃源街道 梅林街道 桥头胡街道 长街镇 力洋镇 一市镇 前童镇 岔路镇 桑洲镇 黄坛镇 深甽镇 西店镇 强蛟镇 大佳何镇 茶院镇 胡陈乡 越溪乡 | 区划代码         | 区划名称         | 陆域面积 （平方千米） | 户籍人口 （万人） | 政府地址         | 邮政编码         | 社区数           | 行政村数         |
| 跃龙街道 桃源街道 梅林街道 桥头胡街道 长街镇 力洋镇 一市镇 前童镇 岔路镇 桑洲镇 黄坛镇 深甽镇 西店镇 强蛟镇 大佳何镇 茶院镇 胡陈乡 越溪乡 | 330226001        | 跃龙街道         | 117.35                | 10.95             | 人民大道75号     | 315699           | 15               | 27               |
| 跃龙街道 桃源街道 梅林街道 桥头胡街道 长街镇 力洋镇 一市镇 前童镇 岔路镇 桑洲镇 黄坛镇 深甽镇 西店镇 强蛟镇 大佳何镇 茶院镇 胡陈乡 越溪乡 | 330226002        | 桃源街道         | 65.19                 | 4.34              | 科二路189号      | 315615           | 10               | 15               |
| 跃龙街道 桃源街道 梅林街道 桥头胡街道 长街镇 力洋镇 一市镇 前童镇 岔路镇 桑洲镇 黄坛镇 深甽镇 西店镇 强蛟镇 大佳何镇 茶院镇 胡陈乡 越溪乡 | 330226003        | 梅林街道         | 72.79                 | 2.64              | 梅深路20号       | 315609           | 2                | 23               |
| 跃龙街道 桃源街道 梅林街道 桥头胡街道 长街镇 力洋镇 一市镇 前童镇 岔路镇 桑洲镇 黄坛镇 深甽镇 西店镇 强蛟镇 大佳何镇 茶院镇 胡陈乡 越溪乡 | 330226004        | 桥头胡街道       | 53.43                 | 2.34              | 桥井中路148号    | 315611           | 1                | 18               |
| 跃龙街道 桃源街道 梅林街道 桥头胡街道 长街镇 力洋镇 一市镇 前童镇 岔路镇 桑洲镇 黄坛镇 深甽镇 西店镇 强蛟镇 大佳何镇 茶院镇 胡陈乡 越溪乡 | 330226101        | 长街镇           | 190.33                | 7.40              | 长岳中路49号     | 315601           | 1                | 42               |
| 跃龙街道 桃源街道 梅林街道 桥头胡街道 长街镇 力洋镇 一市镇 前童镇 岔路镇 桑洲镇 黄坛镇 深甽镇 西店镇 强蛟镇 大佳何镇 茶院镇 胡陈乡 越溪乡 | 330226102        | 力洋镇           | 120.30                | 3.81              | 力洋东路15号     | 315602           | 2                | 18               |
| 跃龙街道 桃源街道 梅林街道 桥头胡街道 长街镇 力洋镇 一市镇 前童镇 岔路镇 桑洲镇 黄坛镇 深甽镇 西店镇 强蛟镇 大佳何镇 茶院镇 胡陈乡 越溪乡 | 330226104        | 一市镇           | 86.18                 | 2.28              | 茂林路           | 315604           | 1                | 21               |
| 跃龙街道 桃源街道 梅林街道 桥头胡街道 长街镇 力洋镇 一市镇 前童镇 岔路镇 桑洲镇 黄坛镇 深甽镇 西店镇 强蛟镇 大佳何镇 茶院镇 胡陈乡 越溪乡 | 330226105        | 岔路镇           | 107.34                | 2.90              | 霞客路27号       | 315606           | 1                | 21               |
| 跃龙街道 桃源街道 梅林街道 桥头胡街道 长街镇 力洋镇 一市镇 前童镇 岔路镇 桑洲镇 黄坛镇 深甽镇 西店镇 强蛟镇 大佳何镇 茶院镇 胡陈乡 越溪乡 | 330226106        | 前童镇           | 66.19                 | 2.58              | 中大街1号        | 315636           | 1                | 17               |
| 跃龙街道 桃源街道 梅林街道 桥头胡街道 长街镇 力洋镇 一市镇 前童镇 岔路镇 桑洲镇 黄坛镇 深甽镇 西店镇 强蛟镇 大佳何镇 茶院镇 胡陈乡 越溪乡 | 330226107        | 桑洲镇           | 61.76                 | 2.46              | 镇前街1号        | 315607           | 1                | 23               |
| 跃龙街道 桃源街道 梅林街道 桥头胡街道 长街镇 力洋镇 一市镇 前童镇 岔路镇 桑洲镇 黄坛镇 深甽镇 西店镇 强蛟镇 大佳何镇 茶院镇 胡陈乡 越溪乡 | 330226108        | 黄坛镇           | 185.45                | 2.91              | 车站西路128号    | 315608           | 0                | 30               |
| 跃龙街道 桃源街道 梅林街道 桥头胡街道 长街镇 力洋镇 一市镇 前童镇 岔路镇 桑洲镇 黄坛镇 深甽镇 西店镇 强蛟镇 大佳何镇 茶院镇 胡陈乡 越溪乡 | 330226109        | 大佳何镇         | 66.93                 | 1.98              | 大何西路6号      | 315621           | 1                | 9                |
| 跃龙街道 桃源街道 梅林街道 桥头胡街道 长街镇 力洋镇 一市镇 前童镇 岔路镇 桑洲镇 黄坛镇 深甽镇 西店镇 强蛟镇 大佳何镇 茶院镇 胡陈乡 越溪乡 | 330226110        | 强蛟镇           | 30.00                 | 1.73              | 峡山村           | 315612           | 2                | 8                |
| 跃龙街道 桃源街道 梅林街道 桥头胡街道 长街镇 力洋镇 一市镇 前童镇 岔路镇 桑洲镇 黄坛镇 深甽镇 西店镇 强蛟镇 大佳何镇 茶院镇 胡陈乡 越溪乡 | 330226111        | 西店镇           | 80.68                 | 4.68              | 振兴南路158号    | 315613           | 1                | 22               |
| 跃龙街道 桃源街道 梅林街道 桥头胡街道 长街镇 力洋镇 一市镇 前童镇 岔路镇 桑洲镇 黄坛镇 深甽镇 西店镇 强蛟镇 大佳何镇 茶院镇 胡陈乡 越溪乡 | 330226112        | 深甽镇           | 174.58                | 3.45              | 环城南路86号     | 315614           | 1                | 22               |
| 跃龙街道 桃源街道 梅林街道 桥头胡街道 长街镇 力洋镇 一市镇 前童镇 岔路镇 桑洲镇 黄坛镇 深甽镇 西店镇 强蛟镇 大佳何镇 茶院镇 胡陈乡 越溪乡 | 330226113        | 茶院镇           | 76.25                 | 2.64              | 茶院村           | 315622           | 1                | 14               |
| 跃龙街道 桃源街道 梅林街道 桥头胡街道 长街镇 力洋镇 一市镇 前童镇 岔路镇 桑洲镇 黄坛镇 深甽镇 西店镇 强蛟镇 大佳何镇 茶院镇 胡陈乡 越溪乡 | 330226200        | 胡陈乡           | 91.21                 | 2.25              | 胡东新村         | 315632           | 1                | 18               |
| 跃龙街道 桃源街道 梅林街道 桥头胡街道 长街镇 力洋镇 一市镇 前童镇 岔路镇 桑洲镇 黄坛镇 深甽镇 西店镇 强蛟镇 大佳何镇 茶院镇 胡陈乡 越溪乡 | 330226202        | 越溪乡           | 64.16                 | 1.99              | 越兴路1号        | 315605           | 0                | 15               |

## 地理环境

### 县境
宁海建县时，辖境大致相当于今天的宁海县以及象山县、三门县之大部。此后县境范围经历了两次大幅度缩小，一是唐神龙二年（706年），东部大片区域划归新建的象山县；二是民国29年（1940年）南部17个乡镇划归新建的三门县。1949年1月，新昌县飞地划归宁海。1951年12月，天台县澄深村划归宁海。1957年12月，柴溪、蒋家岙、万金山三村划归象山县。1959年12月，西垫、深甽两个公社划归奉化县，至1961年12月划回。1983年5月，沙柳公社划归三门县。
1997年4月，宁海县勘界工作启动，花费两年时间，勘定了与相邻4县（新昌、天台、三门、象山）和1市（奉化）的陆地界线，明确了县境范围。宁海县位于东经121°09′30″至121°49′01″，北纬29°05'36″到29°31'29″之间，县境四至：
- 最东点：长街镇隔洋塘村以东大塘港水库，即东经121°49′01″，北纬29°16′07″，界象山县。
- 最南点：桑洲镇慕胡山，即东经121°17′13″，北纬29°05'36″，界三门县。
- 最西点：黄坛镇望海尖，即东经121°09'30"，北纬29°15'01"，界天台县。
- 最北点：西店镇龙王堂岗，即东经121°23'24″，北纬29°31'29"，界奉化区。

### 地形地貌

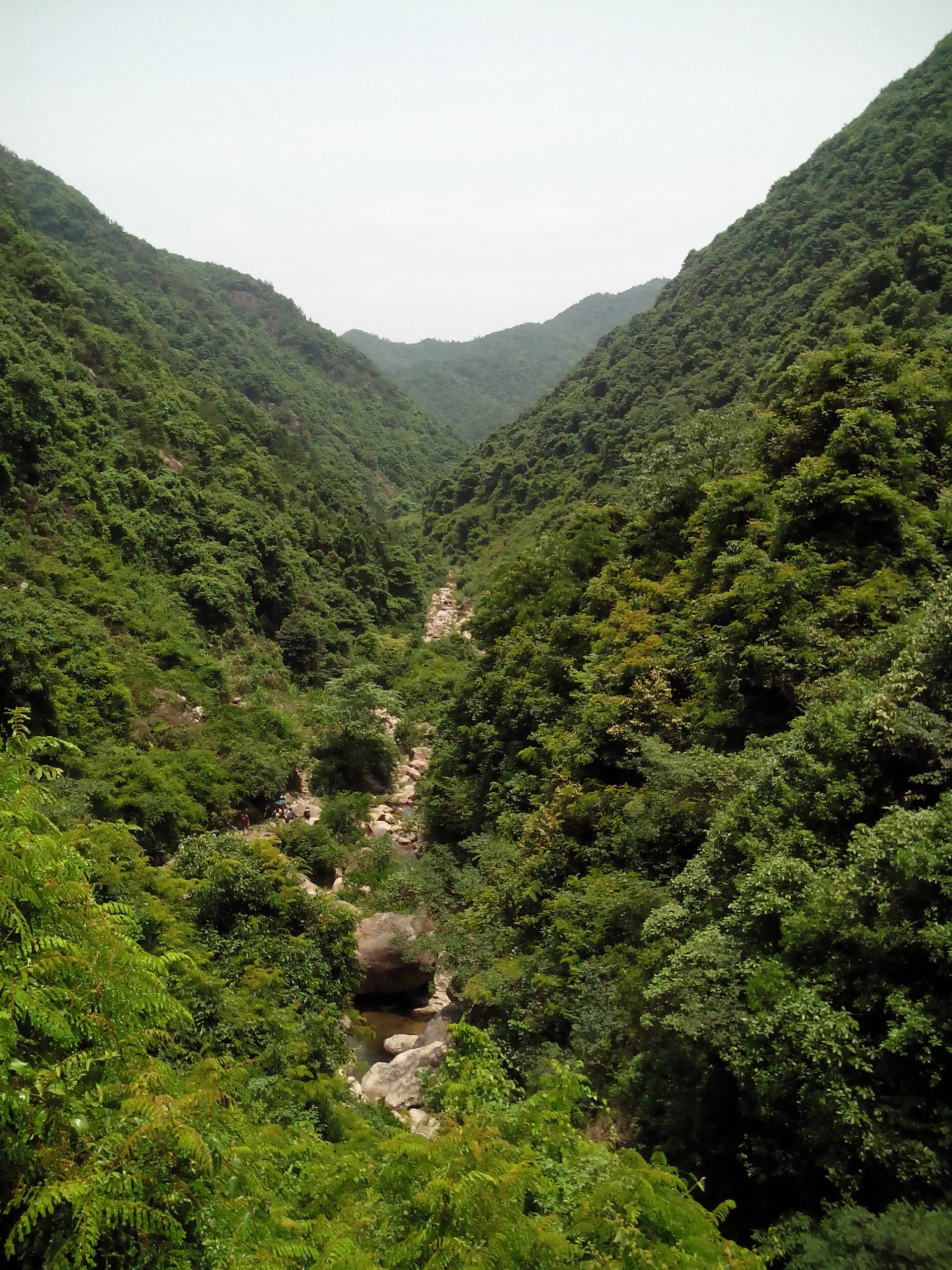
雁苍山

宁海县地势总体较高，地形以山地丘陵为主，呈现“七山一水二分田”的格局。平坦地主要分布在县域北部、中部颜宫河流域、西南白溪沿岸、东南沿海围垦区。山地可分为低山和丘陵两类。其中丘陵主要分布力洋中部、茶院、长街西北部、越溪、一市、桑洲北部、岔路西部、跃龙街道城郊、黄坛东部、深甽西北部、西店、梅林西部与东北部、强蛟、桥头胡东部；低山主要分布在深甽、黄坛中西部、跃龙街道西北部、岔路西南部、桑洲南部、胡陈、大佳何。水域面积79.18平方千米，河流主要有白溪、中堡溪、凫溪。黄坛镇西北部蟹背尖，海拔956.5米，为全县最高峰，同时也是宁海和新昌的界山。

## 自然资源

### 土地

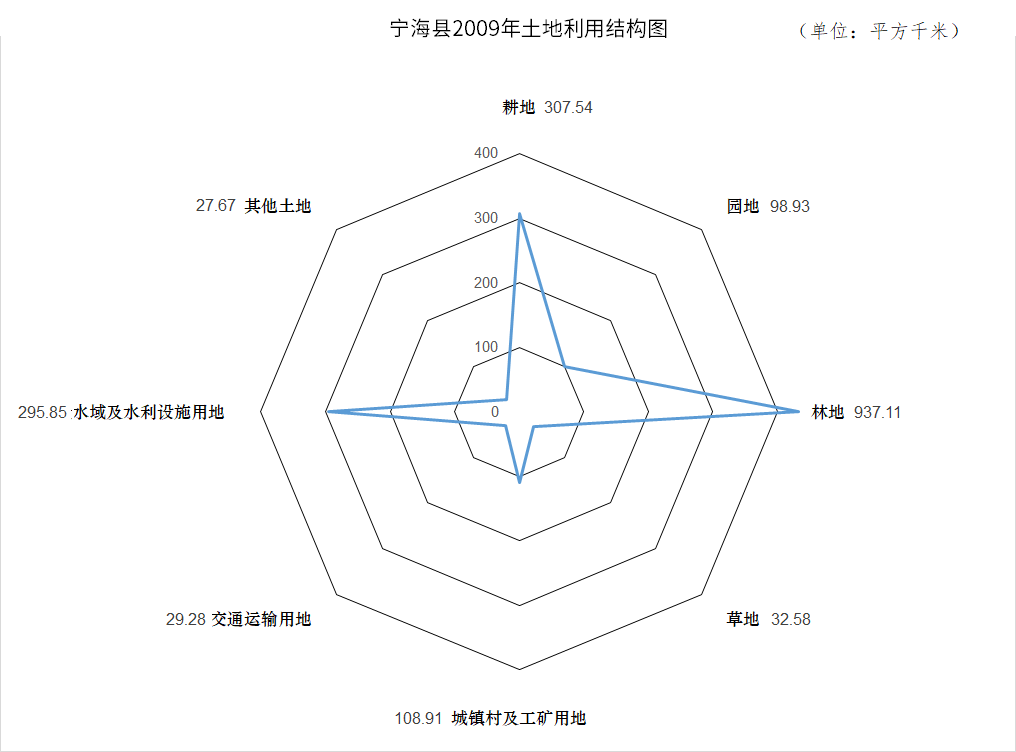
宁海县2009年土地利用结构图

据2009年第二次土地调查，宁海县共有土地183786.18公顷（275.68万亩）。其中：农用地143871.18公顷（215.81万亩），占78.28%；建设用地15021.02公顷（22.53万亩），占8.17%；未利用地24893.98公顷（37.34万亩），占13.55%。
农用地中，耕地、园地和林地占93.39%，体现了农业生产的重要地位。耕地30754.15公顷（46.13万亩），按其利用类型可分为水田和旱地两类。全县过半的耕地分布在坡度不超过2度的平原地区，还有极少量耕地分布在海拔50—500米的丘陵地区，坡度大于25度的山地和梯田上。园地9892.66公顷，绝大多数为果园和茶园，主要分布在一市镇、力洋镇、长街镇和越溪乡等东南沿海地区。林地93710.80公顷，是面积最大的土地利用类型，超过了全县土地总面积的一半，占农用地的65.14%，主要分布在西部和中部山区，以深甽镇、黄坛镇为最。
建设用地中，城镇村和工矿用地、交通运输用地（除农村道路外）占83.92%，体现出城区集镇建设、工业和交通运输业取得了较大的发展。
未利用地中，沿海滩涂占66.70%，分布在各沿海地区，以长街镇、越溪乡、西店镇为最，说明此三地有很大的填海造地空间。
| 年份   | 土地总面积 | 农用地  | 其中   | 其中  | 其中   | 建设用地 | 其中             | 其中                          | 未利用地 | 其中     |
| 年份   | 土地总面积 | 农用地  | 耕地   | 园地  | 林地   | 建设用地 | 城镇村及工矿用地 | 交通运输用地 （不含农村道路） | 未利用地 | 沿海滩涂 |
| ------ | ---------- | ------- | ------ | ----- | ------ | -------- | ---------------- | ----------------------------- | -------- | -------- |
| 2009年 | 1837.86    | 1438.71 | 307.54 | 98.93 | 937.11 | 150.21   | 108.91           | 17.16                         | 248.94   | 166.05   |
| 2010年 | 1837.86    | 1445.26 | 317.15 | 96.80 | 936.57 | 153.29   | 111.03           | 18.11                         | 239.31   | 156.92   |
| 2011年 | 1837.86    | 1447.56 | 322.29 | 95.34 | 935.30 | 157.10   | 114.43           | 18.53                         | 233.20   | 151.10   |
| 2012年 | 1837.86    | 1445.52 | 321.71 | 94.14 | 935.14 | 159.40   | 116.47           | 18.78                         | 232.94   | 151.09   |
| 2013年 | 1836.51    | 1442.50 | 321.67 | 91.99 | 933.88 | 163.11   | 119.50           | 19.13                         | 230.90   | 149.50   |
| 2014年 | 1836.51    | 1449.90 | 330.37 | 91.12 | 933.49 | 166.60   | 121.88           | 19.81                         | 220.00   | 139.14   |
| 2015年 | 1836.51    | 1453.14 | 334.94 | 90.43 | 932.94 | 170.96   | 123.45           | 22.40                         | 212.41   | 132.07   |
| 2016年 | 1836.51    | 1451.99 | 334.91 | 90.06 | 932.49 | 174.92   | 126.86           | 22.73                         | 209.60   | 129.46   |
| 2017年 | 1836.52    | 1454.70 | 338.97 | 89.36 | 931.92 | 176.79   | 128.11           | 23.19                         | 205.03   | 125.22   |

### 土壤
据1984年第二次土壤普查，全县共有土壤1566.15平方千米，分为6个土类，13个亚类，35个土属，72个土种。
| 土类   | 亚类         | 面积（公顷） | 构成比（%） |
| ------ | ------------ | ------------ | ----------- |
| 红壤   | 红壤         | 8893.09      | 5.68        |
| 红壤   | 黄红壤       | 36025.77     | 23.00       |
| 红壤   | 侵蚀型红壤   | 46453.30     | 29.66       |
| 黄壤   | 黄壤         | 7122.91      | 4.55        |
| 黄壤   | 侵蚀型黄壤   | 8990.90      | 5.74        |
| 岩性土 | 钙质紫色土   | 448.21       | 0.29        |
| 潮土   | 潮土         | 1910.75      | 1.22        |
| 潮土   | 钙质潮土     | 7087.12      | 4.53        |
| 岩土   | 潮土化岩土   | 3043.35      | 1.94        |
| 水稻土 | 渗育型水稻土 | 5405.13      | 3.45        |
| 水稻土 | 潴育型水稻土 | 31113.31     | 19.87       |
| 水稻土 | 潜育型水稻土 | 89.31        | 0.06        |
| 水稻土 | 盐渍型水稻土 | 31.72        | 0.02        |
| 合计   | 合计         | 156614.89    | 100.00      |

## 人口
2021年末，全县户籍人口63.1万人。

2018年末，全县共有户籍人口633256人，其中城镇人口253029人，乡村人口380227人，城镇化率40.0%。

## 經濟
2018年实现地区生产总值603.64亿元，财政总收入100.07亿元。

## 交通

### 公路
- 沈海高速沈海高速公路过境，设宁海南、宁海、宁海北两个出入口。
- 甬莞高速甬莞高速公路，设长街、力洋两个出入口。
- 象义线象山-义乌公路过境。
- 丹东线丹东-东兴公路过境。截至2022年底，本条道路正在进行改造，新建宁波西店-桃源段。[11]宁海火车站

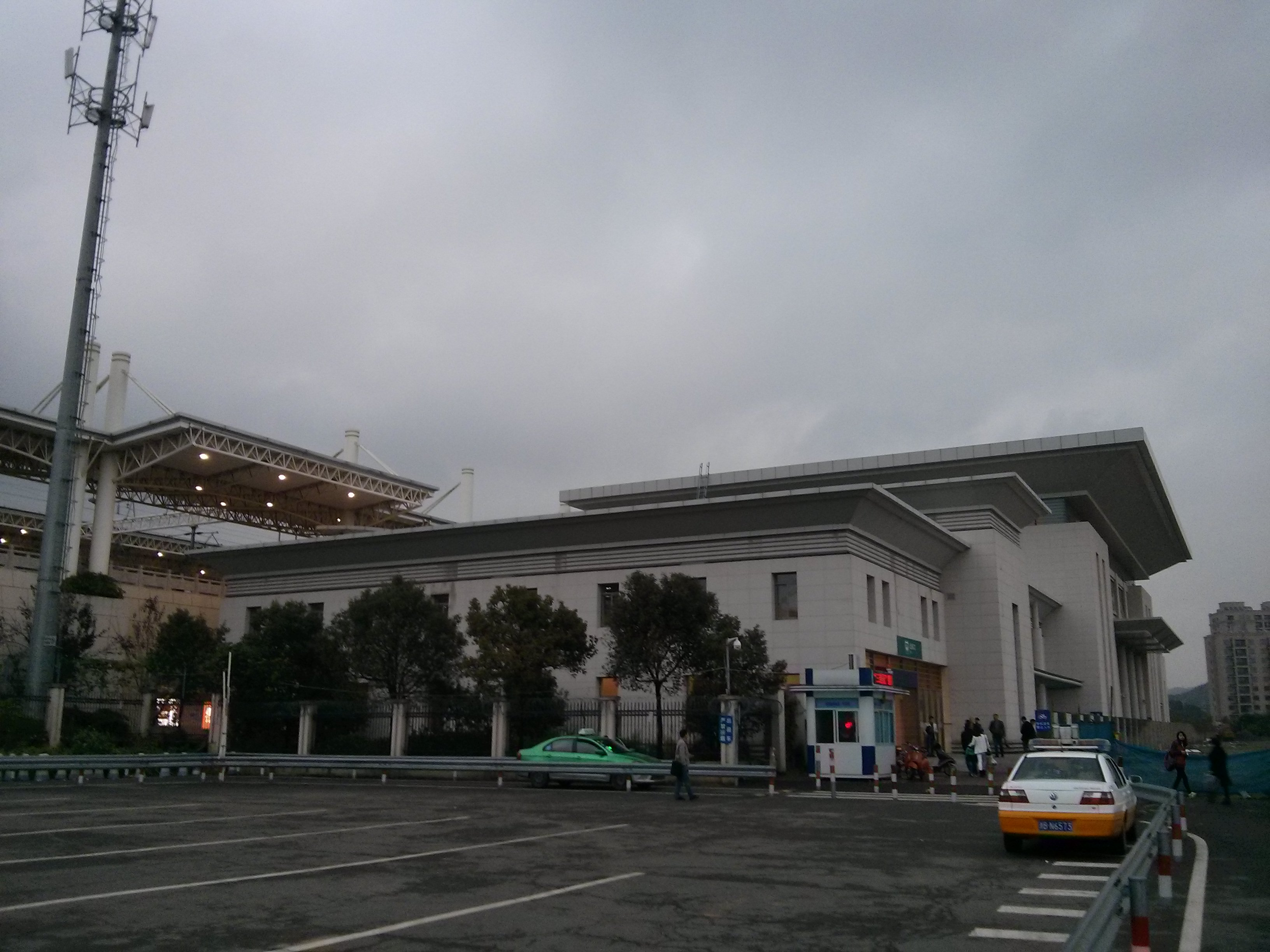
宁海火车站

### 铁路
甬台温铁路过境，设宁海站。

## 旅游
- 宁海森林温泉大道[12]
  - 长寿村河洪村
  - 宁海森林温泉省级旅游度假区
  - 国家绿道
  - 历史文化名村龙宫村

- 十里红妆民俗文化
- 强蛟半岛渔家风情主题文旅线
- 汶溪翠谷
- 前童古镇
- 伍山石窟
- 东海云顶
- 许家山石头村
- 梁皇山